# Pitralon

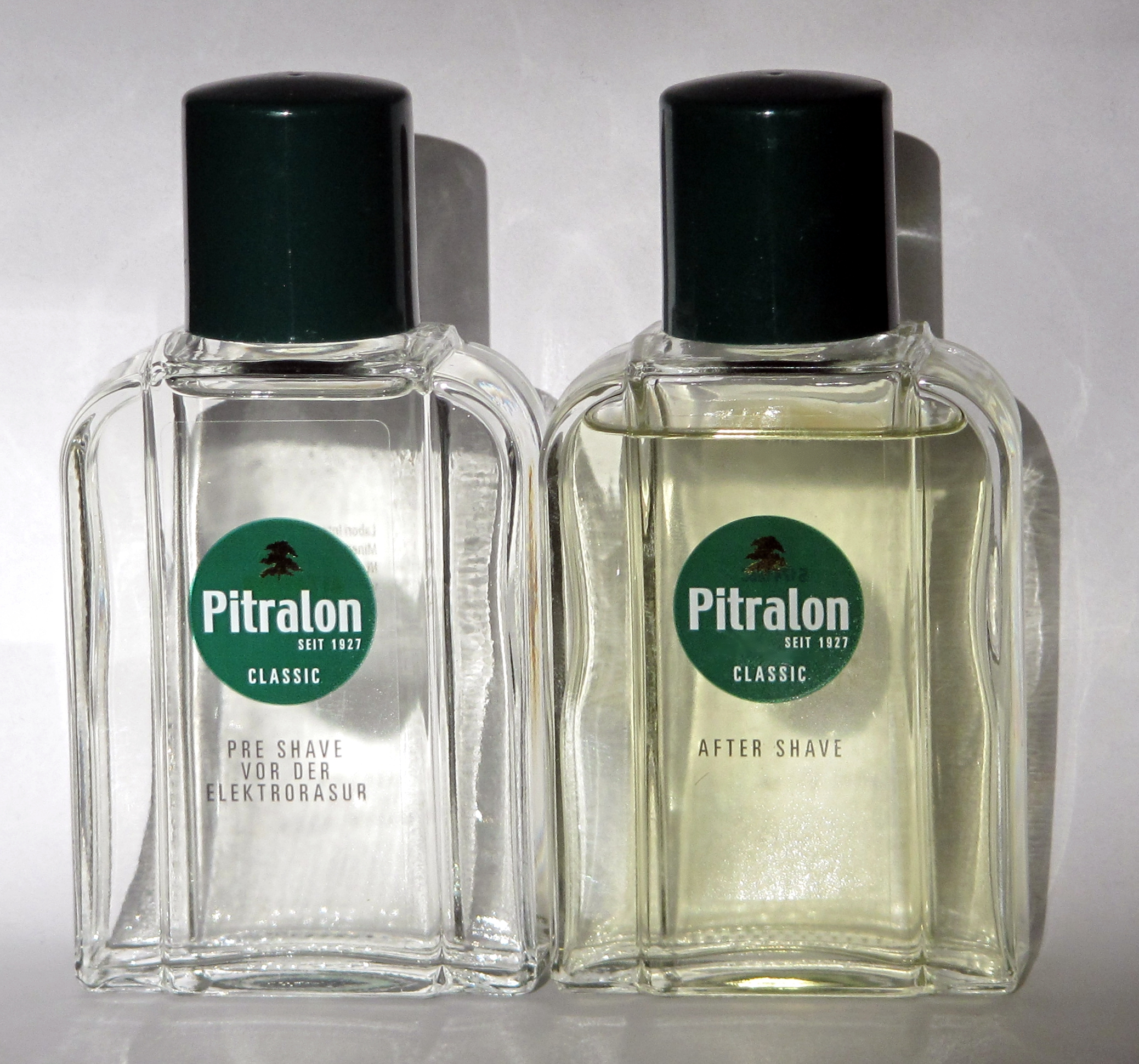
Pitralon pro použití před holením (vlevo, pre-shave) a po holení (aftershave)

Pitralon je voda po holení, vyvinutá v Drážďanech podnikatelem Karlem Augustem Lingnerem. Kromě alkoholu obsahuje také jiné látky, např. kafr. Má velmi intenzivní a těžkou vůni. Pitralon se uplatnil koncem 60. let 20. století jako ztělesnění mužské hygieny při a po oholení. Pitralon slouží k dezinfekci kůže a léčbě akné.
Pitralon se stal také synonymem hygieny za dob komunistického režimu. Byl nejdostupnějším nástrojem hygieny pro muže, velké obliby dosáhl ve věznicích a u nejchudších vrstev obyvatelstva, kde byl kvůli nízké ceně zneužíván jako náhražka alkoholických nápojů, protože je ze 75 % tvořen lihem (ethanolem).